# Élections sénatoriales de 1998 dans l'Hérault
Les élections sénatoriales dans l'Hérault ont eu lieu le dimanche 27 septembre 1998. 
Elles ont eu pour but d'élire les sénateurs représentant le département au Sénat pour un mandat de neuf années.

## Contexte départemental
Lors des élections sénatoriales du 24 septembre 1989 dans l'Hérault, trois sénateurs PS ont été élus, Marcel Vidal, Gérard Delfau et André Vézinhet.
Depuis, tous les effectifs du collège électoral des grands électeurs ont été renouvelés, avec les élections législatives françaises de 1997, les élections régionales françaises de 1998, les élections cantonales de 1994 et 1998 et les élections municipales françaises de 1995.

## Sénateurs sortants
| Sénateur | Sénateur       | Parti | Fonctions lors de l'élection en 1989                              |
| -------- | -------------- | ----- | ----------------------------------------------------------------- |
|          | Marcel Vidal   | PS    | Sénateur sortant, conseiller général, maire de Clermont-l'Hérault |
|          | Gérard Delfau  | PS    | Sénateur sortant, maire de Saint-André-de-Sangonis                |
|          | André Vézinhet | PS    | Conseiller général, conseiller municipal de Montpellier           |

## Présentation des candidats
Les nouveaux représentants sont élus pour une législature de 9 ans au suffrage universel indirect par les 1891 grands électeurs du département. 
Dans l'Hérault, les sénateurs sont élus au scrutin majoritaire à deux tours.
| Candidats | Candidats              | Parti | Principale fonction                                                             |
| --------- | ---------------------- | ----- | ------------------------------------------------------------------------------- |
|           | Gérard Bouisson        | PCF   | Maire de Villeneuve-les-Maguelone                                               |
|           | Claude Bousquet        | PCF   | Conseiller municipal d'Agde                                                     |
|           | Norbert Étienne        | PCF   | Conseiller général                                                              |
|           | Marie Meunier          | Verts | Conseiller général                                                              |
|           | Yvan Velay             | Verts | Adjoint au maire de Montpellier                                                 |
|           | Michèle Comps          | Verts | Conseillère municipale de Vieussan                                              |
|           | André Vézinhet         | PS    | Sénateur sortant, président du conseil général, adjoint au maire de Montpellier |
|           | Marcel Vidal           | PS    | Sénateur sortant, conseiller général, maire de Clermont-l'Hérault               |
|           | Robert Navarro         | PS    | Conseiller régional                                                             |
|           | Gérard Delfau          | PS    | Sénateur sortant, maire de Saint-André-de-Sangonis                              |
|           | Patrick Geneste        | PRG   | Conseiller régional, adjoint au maire de Montpellier                            |
|           | Françoise d'Abunto     | PRG   | Conseillère municipale de Montpellier                                           |
|           | Joseph Pommier         | PRG   |                                                                                 |
|           | Marcel Roques          | UDF   | Conseiller régional, maire de Lamalou-les-Bains                                 |
|           | Louis Higounet         | DVD   | Maire de Bouzigues                                                              |
|           | Alphonse Cacciaguerra  | RPR   | Conseiller régional, maire de Saint-Clément-de-Rivière                          |
|           | Jean-Claude Martinez   | FN    | Député européen, conseiller régional, conseiller municipal de Montpellier       |
|           | Alain Jamet            | FN    | Conseiller régional, conseiller municipal de Montpellier                        |
|           | Jean-Claude Manifacier | FN    | Conseiller régional                                                             |

## Résultats
| Candidat et parti politique | Candidat et parti politique | Candidat et parti politique | Premier tour | Premier tour | Second tour | Second tour |
| Candidat et parti politique | Candidat et parti politique | Candidat et parti politique | Voix         | %            | Voix        | %           |
| --------------------------- | --------------------------- | --------------------------- | ------------ | ------------ | ----------- | ----------- |
|                             | André Vézinhet              | PS                          | 790          | 42,70        | 940         | 51,03       |
|                             | Marcel Vidal                | PS                          | 778          | 42,05        | 937         | 50,87       |
|                             | Gérard Delfau               | PS                          | 659          | 35,62        | 821         | 44,57       |
|                             | Robert Navarro              | PS                          | 553          | 28,81        | 659         | 35,78       |
|                             | Marcel Roques               | UDF                         | 463          | 25,03        | 504         | 27,36       |
|                             | Alphonse Cacciaguerra       | RPR                         | 399          | 21,57        | 366         | 19,87       |
|                             | Louis Higounet              | DVD                         | 382          | 20,65        | 299         | 16,23       |
|                             | Gérard Bouisson             | PCF                         | 199          | 10,76        | Retrait     | Retrait     |
|                             | Claude Bousquet             | PCF                         | 173          | 9,35         | Retrait     | Retrait     |
|                             | Norbert Étienne             | PCF                         | 159          | 8,59         | Retrait     | Retrait     |
|                             | Alain Jamet                 | FN                          | 60           | 3,24         | 54          | 2,93        |
|                             | Jean-Claude Martinez        | FN                          | 59           | 3,19         | 57          | 3,09        |
|                             | Marie Meunier               | Verts                       | 57           | 3,08         | Retrait     | Retrait     |
|                             | Yvan Velay                  | Verts                       | 57           | 3,08         | 1           | 0,05        |
|                             | Michele Comps               | Verts                       | 48           | 2,59         | Retrait     | Retrait     |
|                             | Jean-Claude Manifacier      | FN                          | 45           | 2,43         | Retrait     | Retrait     |
|                             | Patrick Geneste             | PRG                         | 33           | 1,78         | Retrait     | Retrait     |
|                             | Françoise d'Abunto          | PRG                         | 30           | 1,62         | Retrait     | Retrait     |
|                             | Joseph Pommier              | PRG                         | 22           | 1,19         | Retrait     | Retrait     |
|                             |                             |                             |              |              |             |             |
| Inscrits                    | Inscrits                    | Inscrits                    | 1 891        | 100,00       | 1 891       | 100,00      |
| Abstentions                 | Abstentions                 | Abstentions                 | 20           | 1,06         | 24          | 1,27        |
| Votants                     | Votants                     | Votants                     | 1 871        | 98,94        | 1 867       | 98,73       |
| Blancs et nuls              | Blancs et nuls              | Blancs et nuls              | 21           | 1,12         | 25          | 1,34        |
| Exprimés                    | Exprimés                    | Exprimés                    | 1 850        | 98,88        | 1 842       | 98,66       |